# 佩德罗·伊图拉尔德
佩德罗·伊图拉尔德·奥乔亚（西班牙語：Pedro Iturralde Ochoa，1929年7月13日—2020年11月1日），西班牙薩氏管演奏家，马德里皇家音乐学院教授。

## 生平
1929年7月13日生于法尔塞斯，他的父亲是一名音乐爱好者。伊图拉尔德从九岁开始学习吹奏薩氏管，13岁时就跟随当地乐队演出。16岁时在洛格罗尼奥的咖啡乐队进行专业演出。后在马德里皇家音乐学院进行专业学习。
他在马德里创建了一个爵士四重奏乐队，并开始尝试将弗拉明戈和爵士乐融合。之后又与知名弗拉明戈吉他手帕科·德卢西亚等音乐家合作。1972年赴美国波士顿伯克利音乐学院进修。1978年开始在马德里音乐学院担任教授，直到1994年退休。2020年11月1日在马德里病逝